# 榄绿巴豆
榄绿巴豆（学名：Croton olivaceus）为大戟科巴豆属下的一个种。其种加词“olivaceus”意为“橄榄绿色的”。